# Scolopembolus littoralis
Scolopembolus littoralis is een spinnensoort in de taxonomische indeling van de hangmatspinnen (Linyphiidae).
Het dier behoort tot het geslacht Scolopembolus. De wetenschappelijke naam van de soort werd voor het eerst geldig gepubliceerd in 1913 door James Henry Emerton.